# Trichiohelcon phoracanthae
Trichiohelcon phoracanthae är en stekelart som först beskrevs av Walter Wilson Froggatt 1916.  Trichiohelcon phoracanthae ingår i släktet Trichiohelcon och familjen bracksteklar. Inga underarter finns listade i Catalogue of Life.